# Comuna de Kurzętnik
Kurzętnik (polaco: Gmina Kurzętnik) é uma gminy (comuna) na Polónia, na voivodia de Vármia-Masúria e no condado de Nowomiejski. A sede do condado é a cidade de Kurzętnik.
De acordo com os censos de 2004, a comuna tem 8664 habitantes, com uma densidade 57,8 hab/km².

## Área
Estende-se por uma área de 149,86 km², incluindo:
- área agricola: 71%
- área florestal: 17%

## Demografia
Dados de 30 de Junho 2004:
|                      | Total   | Total | Mulheres | Mulheres | Homens  | Homens |
| -------------------- | ------- | ----- | -------- | -------- | ------- | ------ |
|                      | pessoas | %     | pessoas  | %        | pessoas | %      |
| População            | 8664    | 100   | 4356     | 50,3     | 4308    | 49,7   |
| Densidade (pop./km²) | 57,8    | 100   | 29,1     | 29,1     | 28,7    | 28,7   |

De acordo com dados de 2002, o rendimento médio per capita ascendia a 1421,64 zł.

## Subdivisões
- Bratuszewo, Brzozie Lubawskie, Kamionka, Kąciki, Krzemieniewo, Kurzętnik, Lipowiec, Małe Bałówki, Marzęcice, Mikołajki, Nielbark, Otręba, Sugajenko, Szafarnia, Tereszewo, Tomaszewo, Wawrowice, Wielkie Bałówki.

## Comunas vizinhas
- Biskupiec, Brzozie, Grodziczno, Comuna de Nowe Miasto Lubawskie, Nowe Miasto Lubawskie, Zbiczno